# Ceroctis serricornis
Ceroctis serricornis es una especie de coleóptero de la familia Meloidae.

## Distribución geográfica
Habita en Mozambique.